# Barry Foster

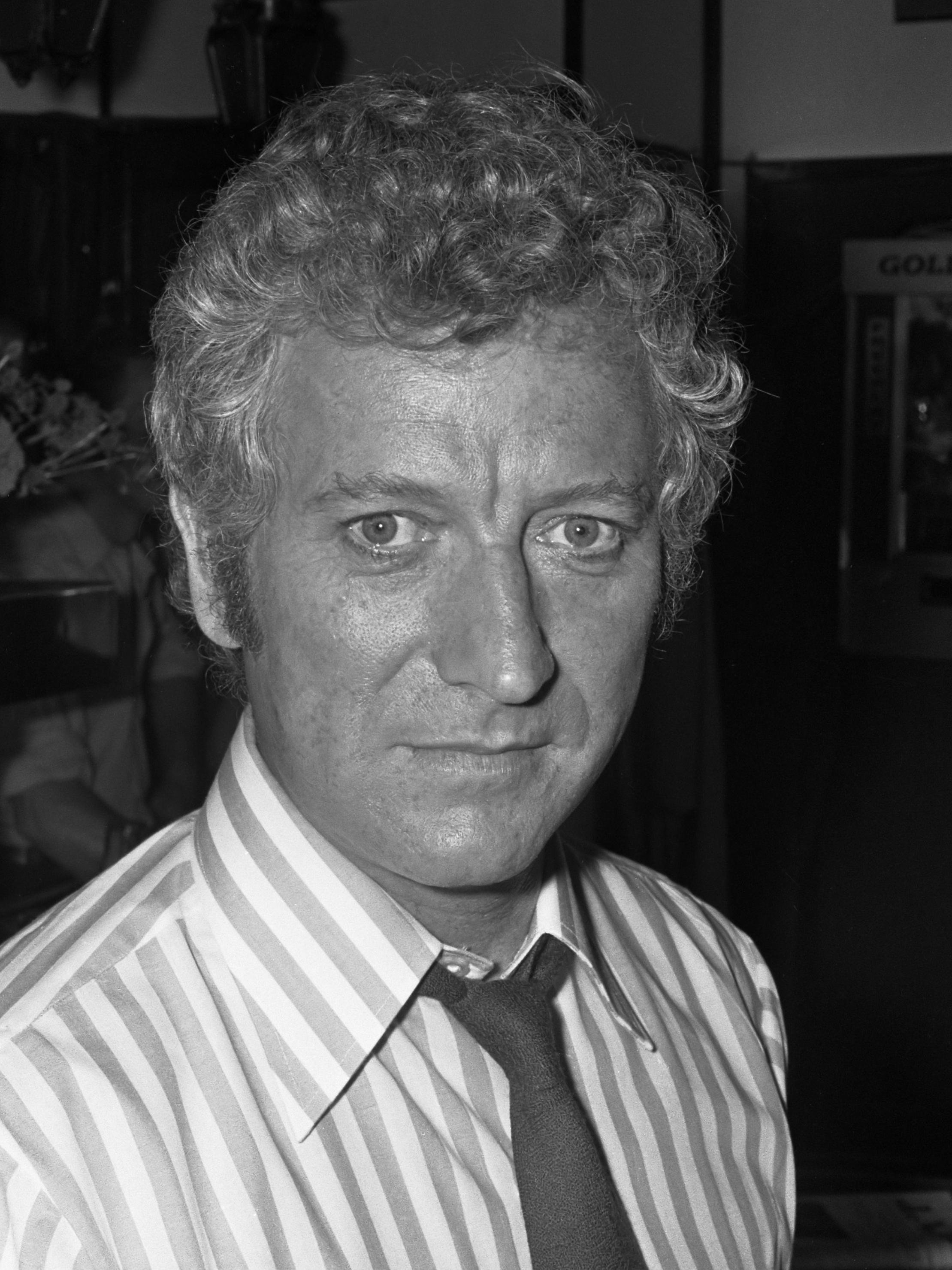
Barry Foster (1972)

Barry Foster (* 21. August 1931 in Beeston, England; † 11. Februar 2002 in Guildford) war ein britischer Schauspieler.

## Leben
Bevor er seine Schauspielkarriere begann, arbeitete er als Chemielaborant in der Kunststoffindustrie. Im Alter von 20 Jahren schrieb er sich für Schauspielunterricht an der Central School of Speech and Drama in London ein und war damit etwas älter als die übrigen Studenten. Dort lernte er den späteren Schriftsteller Harold Pinter kennen, der damals noch als Schauspieler arbeitete – später spielte er in einigen von Pinters Stücken.
Seinen ersten professionellen Theaterauftritt hatte Foster 1952 als Lorenzo in Der Kaufmann von Venedig, 1955 trat er erstmals in London auf. 1956 bekam er seine erste Filmrolle.
Obwohl er weiterhin Theater spielte und auch in mehreren britischen Fernsehserien die Hauptrolle hatte, ist er dem deutschen Publikum eher aus seinen Nebenrollen in vielen Filmen bekannt. Er spielte unter anderem  in Luftschlacht um England (1969), Ryans Tochter (1970) und Die Wildgänse kommen (1978). In der Mini-Serie Sturz der Adler (1974) spielte Foster den deutschen Kaiser Wilhelm II. Seine bekannteste Rolle ist jedoch die des Krawattenmörders Bob Rusk in Alfred Hitchcocks vorletztem Film Frenzy (1972).
Zwischen 1972 und 1992 entstand die britische Fernsehkrimiserie Van der Valk, in der Foster einen Amsterdamer Kriminalinspektor spielte. Die Serie lief ab 1976 im DDR-Fernsehen und ab 1979 im ZDF. Danach war er noch in der englischen Fernsehserie Agent in eigener Sache (Smiley's People) nach John le Carrés gleichnamigen Roman mit Alec Guinness zu sehen. Für die BBC nahm Foster auch 13 Folgen mit Hörspielen als Sherlock Holmes auf.
Foster war 40 Jahre mit Judith Shergold verheiratet und hatte mit ihr zwei Töchter, die ebenfalls Schauspielerinnen wurden, und einen Sohn. Foster starb 2002 an einem Herzinfarkt. Nach seinem Tod wurde eine Stiftung gegründet, The Barry Foster Memorial Appeal, die behinderten Kindern das Theater näherbringen soll.

## Filmografie (Auswahl)
- 1956: Panzerschiff Graf Spee (The Battle of the River Plate)
- 1957: Yangtse-Zwischenfall (Yangtse Incident: The Story of H.M.S. Amethyst)
- 1958: Die schwarzen Teufel von El Alamein (Sea of Sand)
- 1964: King and Country – Für König und Vaterland (King and Country)
- 1966: Honigmond '67 (The Family Way)
- 1967: Überfall (Robbery)
- 1968: Inspektor Clouseau (Inspector Clouseau)
- 1968: Teufelskreis Y (Twisted nerve)
- 1969: Luftschlacht um England (Battle of Britain)
- 1970: Ryans Tochter (Ryan's Daughter)
- 1972: Frenzy
- 1972–1992: Van der Valk (Fernsehserie, 32 Folgen)
- 1973: Seine Scheidung, ihre Scheidung (Divorce His, Divorce Hers)
- 1974: Belfast (A Quiet Day in Belfast)
- 1975: Der letzte Schrei
- 1977: Deckname Sweeny (Sweeney!)
- 1978: Die Wildgänse kommen (The Wild Geese)
- 1982: Agent in eigener Sache (Smiley's People)
- 1982: Golda Meir (A Woman Called Golda, Fernsehfilm)
- 1983: Hitze und Staub (Heat and Dust)
- 1987: Kreuzfeuer der Agenten (The Whistle Blower)
- 1987: Drei abgebrühte Supercops (Three Kinds of Heat)
- 1987: Maurice
- 1989: Inspektor Morse, Mordkommission Oxford (Inspector Morse; Fernsehserie, Folge The Last Enemy)
- 1990: König der Winde (King of the Wind)
- 1999: Roger, Roger (Fernsehserie, 6 Folgen)
- 2000: Extreme Risk (Rancid Aluminum)